# 만화가랑 어시스턴트랑
《만화가랑 어시스턴트랑》(일본어: マンガ家さんとアシスタントさんと 망가가산토 아시스탄토산토[*])은 히로유키의 4컷 만화이다. 스퀘어 에닉스의 소년 만화잡지 영 간간에 2008년부터 2012년까지 연재되었다. 10권의 단행본이 발매되었으며 최종권은 2012년 12월 25일에 발행되었다. "만화가랑 어시스턴트랑 2"는 2013년 8월에 연재되기 시작했다. Zexcs가 제작한 텔레비전 애니메이션은 2014년 4월 7일부터 도쿄 MX에서 방영되며, Crunchyroll은 영어 자막과 함께 스트리밍 서비스를 제공한다. 또한, 대한민국에서는 애니플러스가 동시방영을 한다. 약칭은 《만아시》(マンアシ). 대한민국에서는 《만어시》로 약칭한다.

## 줄거리
음탕한 만화가 아이토 유우키와 어시스턴트인 아시스 사호토와의 일상 생활을 그린 만화가 코미디. 이 작품은 한 만화가를 둘러싼 여자 어시스턴트 외의 여러 가지 재미있는 에피소드를 다룬다.

## 등장인물
아이토 유우키(愛徒 勇気)
애니메이션 성우 - 마츠오카 요시츠구
주인공. 22세. 원작자가 밝힌 이름의 유래는 "사랑과 용기(愛と勇氣 : 아이토유우키)". 그래서 그런지 작중에서도 자신을 사랑과 용기의 만화가라고 말한다. 월간 소년 곤곤에 〈수줍카페〉를 연재중. 유치하고 변태인 성격에 망상증. 꿈은 “죽을 때까지 한 번이라도 여자에게 고백받는 것.”
아시스 사호토(足須 沙穂都)
애니메이션 성우 - 하야미 사오리
아이토의 어시스턴트. 원작자가 밝힌 이름의 유래는 "어시스트, 서포트(アシスト, サポト : 아시스토, 사포토)". 미하리의 소개로 1년 전 들어왔다. 평소에는 만화 전문학교에 다니는 학생. 종종 자작으로 잡지에 응모하곤 하나 데뷰할 실력은 되지 않는다. 착실하고 어른스러운 성격. 아이토를 성가신 어랜애 정도로 대하지만, 싫어하지는 않는 듯하다. 묘한 마스코트를 좋아한다.
오토스나 미하리(音砂 みはり)
애니메이션 성우 - 노토 아리사
월간 소년 곤곤의 편집부원으로 아이토의 담당. 원작자가 밝힌 이름의 유래는 "떨어뜨리지마, 감시(落とすな, 見張り : 오토스나, 미하리)". 여기서 말하는 "떨어뜨리지마"는 편집자가 만화가에게 "원고 펑크내지마"라는 의미로 흔히 사용하는 말이다. 자신은 만화가가 되고 싶었으나, 재능이 없어 편집을 하고 있다. 아이토와는 학창시절부터 알고 지낸 동창인데, 아이토를 친구이상-연인미만의 미묘한 감정으로 바라보고 있는 듯하다. “멋진 남자와 결혼해서 행복한 가정을 가지는 것”이 꿈. 아이토를 폭력적으로 대한다.
후와 린나(風羽 りんな)
애니메이션 성우 - 이구치 유카
아이토의 열렬한 팬이며 어시스턴트. 원작자가 밝힌 이름의 유래는 "푹신푹신(ふわふわ : 후와후와)". 만화를 그릴 줄 몰랐으나 귀엽다는 이유로 어시스턴트로 채용되었다. 천연스러운 성격으로 누구에게나 미소로 대한다. 아이토에게 폭력적으로 대하는 여성진들 사이에서 유일하게 아이토에게 폭력을 사용하지 않는다. 아이토와 사호토를 연인으로 착각하고 그녀를 라이벌로 생각하기도 한다.
쿠로이 세나(黒井 せな)
애니메이션 성우 - 쿠기미야 리에
속도와 품질을 겸비한, 거물 만화가조차 머리 위에 있는 슈퍼 어시스턴트. 누구에게나 중성적인 말투와 거만한 태도를 보이지만, 아이토에게만은 흐트러진 행동을 보인다. 과자를 주면 좋아하거나, 곰의 일러스트가 있는 팬티를 입는등 거만한 태도에 어울리지 않는 일면도 가진다.
잉크 병의 뚜껑을 여는 것조차 할 수 없을 정도로 힘이 약하며, 지금까지 어시스트 작업 중에 힘 쓰는 일이 발생할 때마다 “기분이 나쁘다”며 빨리 돌아가 버렸다.